# Паграті
37°04′ пн. ш. 22°26′ сх. д. / 37.067° пн. ш. 22.433° сх. д.
Паґраті (грец. Παγκράτι) — район в південно-східній частині Афін. Паґраті межує із муніципалітетами Афін Віронас та Кесаріані та районами Колонакі і Мец.
Географічно сучасний Паґраті відповідає межам античного містечка Агра (Άγρας). Імовірно, район отримав свою назву за прадавнім храмом Геракла.

## Визначні пам'ятки

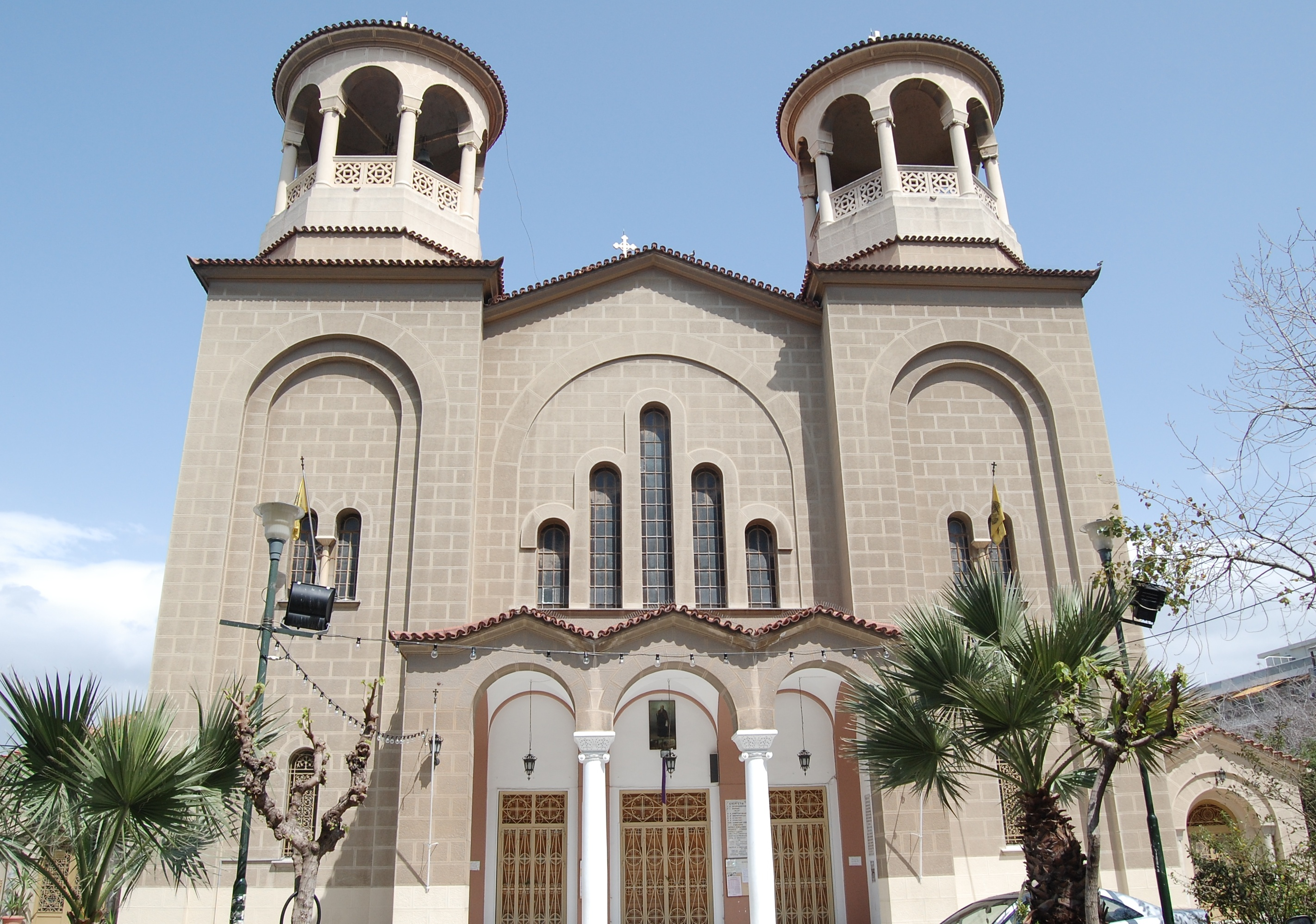
Церква святого Іллі

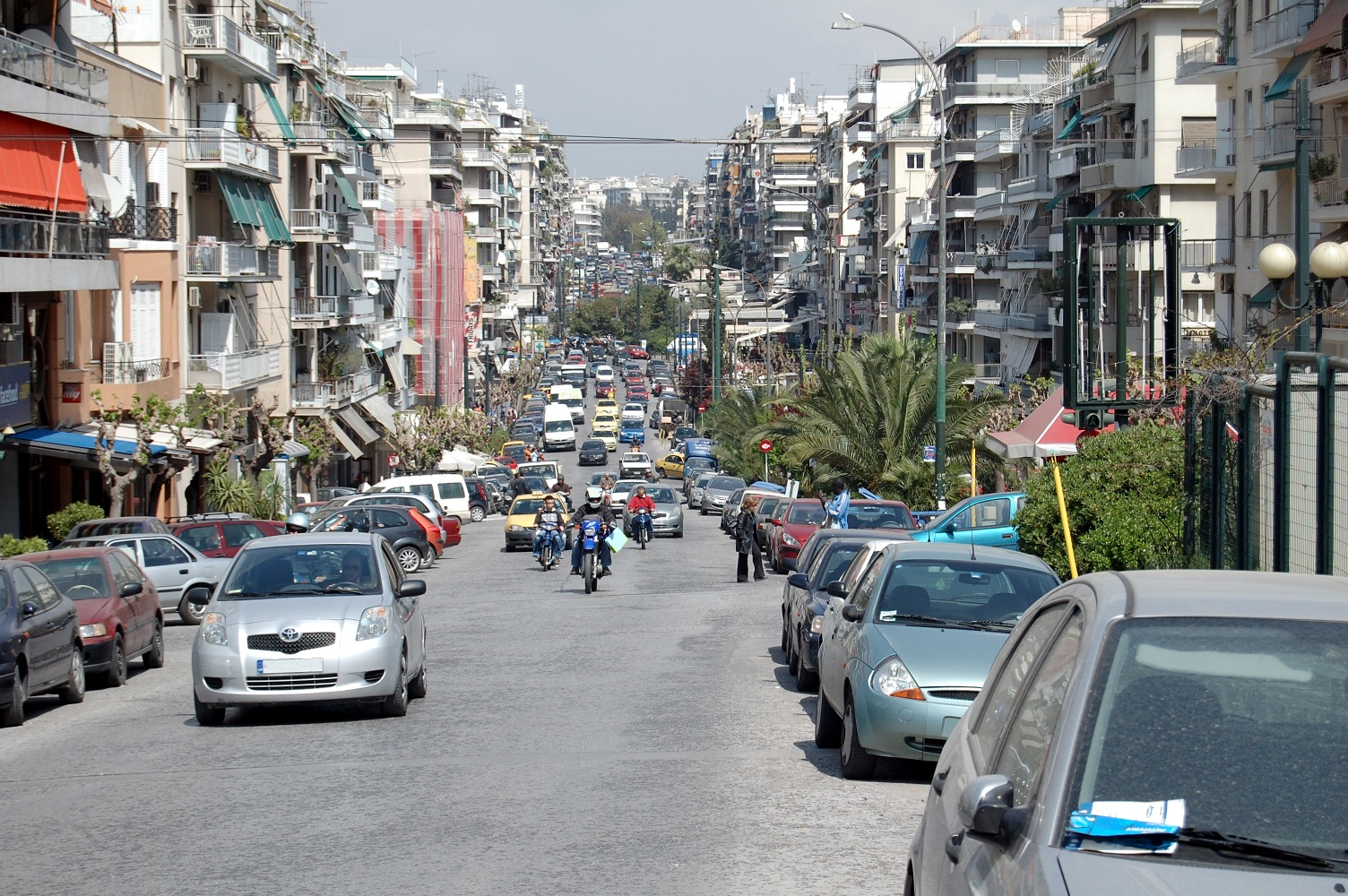
Проспект Імітту (від Іметт)

- стадіон Панатінаїкос
- Перше афінське кладовище

## Відомі мешканці
- Христодул (Архієпископ Афінський)
- Дора Бакоянні
- Еллі Коккіну
- Гіоргос Сеферіс
- Каролос Папульяс
- Костас Караманліс
- Манос Хадзідакіс
- Нікітас Какламаніс
- Теодорос Пангалос